# Srednja Draga
Srednja Draga je naselje u Hrvatskoj u sastavu Grada Čabra. Nalazi se u Primorsko-goranskoj županiji. 

## Zemljopis
Sjeverozapadno su Brinjeva Draga, sjeverno-sjeverozapadno su Ravnice, sjeverno je Makov Hrib, sjeverno-sjeveroistočno su Parg i Prhutova Draga, sjeveroistočno su Tropeti, Čabar i Gornji Žagari, istočno-sjeveroistočno su Vrhovci, jugoistočno su Lazi, Tršće i Kraljev Vrh, južno su Ferbežari i Selo, jugozapadno su Crni Lazi.

## Stanovništvo
| broj stanovnika | 23    | 28    | 20    | 18    | 22    | 22    | 19    | 26    | 26    | 31    | 33    | 24    | 40    | 33    | 33    | 43    | 40    |
|                 | 1857. | 1869. | 1880. | 1890. | 1900. | 1910. | 1921. | 1931. | 1948. | 1953. | 1961. | 1971. | 1981. | 1991. | 2001. | 2011. | 2021. |